# C/2010 X1 (Еленина)
Комета C/2010 X1 (Elenin) — долгопериодическая комета, открытая российским астрономом Леонидом Елениным 10 декабря 2010 года на первой российской удалённой обсерватории в западном полушарии ISON-NM (телескоп сети International Scientific Optical Network в штате Нью-Мексико, США). На следующий день эти данные были подтверждены российскими, украинскими и узбекскими астрономами с помощью наблюдений на обсерватории Майданак в Узбекистане. Ещё через день были получены подтверждения от американских и японских учёных. В соответствии с циркуляром Центра малых планет Международного астрономического союза новая комета получила обозначение C/2010 X1 и имя первооткрывателя — Еленина. При открытии кометы были использованы телескоп «Centurion 18» и программа автоматизированного открытия астероидов и комет CoLiTec. Известна опровергнутыми астрономами домыслами, что её появление может иметь фатальные последствия для Земли.

## Описание
Комета Еленина — первая за 20 лет, открытая российским астрономом. Предыдущий случай открытия кометы советским учёным произошел в 1990 году, когда литовский астроном Казимир Чернис вместе с японскими коллегами открыл комету C/1990 E1 (Chernis-Kiuchi-Nakamura). В 1989 году житель Краснодарского края Борис Скоритченко вместе с британскими астрономами открыл комету C/1989 Y1 (Skorichenko-George).
Во время открытия комета имела звёздную величину 19,5, что примерно в 150 тысяч раз (= 2,51219,5-6,5) слабее, чем величина 6,5, которую способен различить невооружённый глаз. Первооткрыватель Леонид Еленин оценивает диаметр ядра кометы в 3-4 км. По состоянию на апрель 2011 года комета имеет величину 15 (примерно яркость Плутона), и диаметр комы кометы оценивается в 80 000 км.
Перед входом во внутреннюю часть Солнечной системы (на эпоху 1950 года) C/2010 имела барицентрический орбитальный период около 7,0 млн лет с расстоянием афелия 63800 а. е. (1,16 светового года). По всей видимости, комета была в облаке Оорта и имела хаотическую орбиту, которая легко возмущалась ближайшими звёздами. Согласно данным, опубликованным Леонидом Елениным, в течение 20-го века комета имела эксцентриситет орбиты, изменяющийся приблизительно от 1 до 0,9999 с периодом в 11,86 лет (сидерический период обращения Юпитера, оказывающего подобное слабое влияние и на орбиты многих других тел Солнечной системы, в том числе и Земли). Более серьёзные изменения эксцентриситета начались в 2004 году, когда комета Еленина пересекла орбиту Урана. Во внутренней части Солнечной системы эксцентриситет сначала слегка увеличился, изменив параболическую орбиту на гиперболическую, но вскоре начал уменьшаться, и это уменьшение будет происходить до повторного пересечения орбиты Урана в 2017 году. В результате орбита кометы станет эллиптической с эксцентриситетом около 0,99909, с расстоянием афелия около 1038 а. е. и периодом обращения вокруг Солнца порядка 12 000 лет.
30 июля 2011 года американские астрономы обнаружили в спектре кометы следы синильной кислоты. В это время комета, вызвавшая панику у некоторых уфологов, находилась на расстоянии 1,07 а. е. от Земли.
В конце августа 2011 года на расстоянии примерно 1 а.е. от Солнца ядро кометы разрушилось, а её яркость значительно уменьшилась. На снимках космической солнечной обсерватории SOHO комета не была обнаружена. 10 сентября 2011 года комета Еленина прошла перигелий. 16 октября 2011 года комета приблизилась к Земле на минимальное расстояние — 34,9 миллиона километров (0,23 а. е.). 24 октября сайт обсерватории ISON-NM сообщил об обнаружении облака пылевых частиц, которые остались после разрушения кометы. Первыми остатки кометы Еленина обнаружили астрономы-любители из Италии и Великобритании, а в ночь с 21 на 22 октября 2011 года наличие и движение пылевого облака подтвердили наблюдениями на обсерватории ISON-NM.